# Botricello
Botricello é uma comuna italiana da região da Calábria, província de Catanzaro, com cerca de 4.589 habitantes. Estende-se por uma área de 15 km², tendo uma densidade populacional de 306 hab/km². Faz fronteira com Andali, Belcastro, Cropani.

## Demografia
| Variação demográfica do município entre 1861 e 2011                               |
|                                                                                   |
| Fonte: Istituto Nazionale di Statistica (ISTAT) - Elaboração gráfica da Wikipedia |